# Ganoderma diaoluoshanense
Ganoderma diaoluoshanense är en svampart som beskrevs av J.D. Zhao & X.Q. Zhang 1987. Ganoderma diaoluoshanense ingår i släktet Ganoderma och familjen Ganodermataceae.   Inga underarter finns listade i Catalogue of Life.